# Anthidiellum eritrinum
Anthidiellum eritrinum är en biart som först beskrevs av Heinrich Friese 1915.  Anthidiellum eritrinum ingår i släktet Anthidiellum och familjen buksamlarbin. Inga underarter finns listade i Catalogue of Life.